# 福井利佐
福井 利佐（ふくい りさ、1975年 - ）は、切り絵作家。静岡市立高等学校、多摩美術大学デザイン学部グラフィックデザイン学科卒業。
静岡県静岡市（現在の駿河区）出身。実家は祖母の代からの美容院で母も美容師。
中学生の頃に「切り絵クラブ」に入り、切り絵の基本を学ぶ。その一方で高校時代はバスケットボールに夢中となった。
繊細かつ大胆な表現描写を用いた作品を多く発表している。広告、ポスター、映像、装幀など、アートワーク・コラボレーション作品を発表している。2013年「Life-Sized」POLA MUSEUM ANNEX（東京）、2016年「Ki Ri Ga II RISA FUKUI Exhibition」MICHEKO GALERIE（ドイツ・ミ ュンヘン）で個展を行うなど、国内外で活躍している。
夫はイラストレーターの今井トゥーンズ。二児の母。

## 主な作品制作
- "「藝人春秋」水道橋博士著　カバーアートワーク制作。
- 「J-WAVE TIMETABLE 2012」カバーアートワーク制作。
- NHK-BS「猫のしっぽカエルの手」オープニングタイトル制作。
- 「ポリティコン」桐野夏生著　表紙アートワーク制作。
- 「婦人画報」表紙・切り絵制作。
- NHK-BS「太宰治短編小説集『グッド・バイ』」映像作品制作。（アニメーション制作：TYMOTE）
- 「TARACHINE」オリジナル切り絵　ムービー発表　（映像制作：STUDIO 4℃）
- 「中島美嘉写真童話集BOX（DVD込）」の装幀デザイン / アートワーク制作
- 「OSAMU TEZUKA×RISA FUKUI by UNIQLO」コラボレーションTシャツ （4型）
- 「i（アイ）」三菱自動車とのコラボレーションモデル開発
- 「蜘蛛女のキス」（今村ねずみ、山口馬木也）舞台ポスター制作。
- 「MVA 05 by SPACE SHOWER TV」メインヴィジュアル制作 （映像/広告関連）。
- 「Letﾕs MUSIC TOUR 2005」のツアーパンフ、グッズ、舞台装飾等制作。
- 「MUSIC」中島美嘉のジャケットアートワーク制作
- 「TOKYO COLLECTION 04」にて「ALMOND」コラボレーション作品制作 / 参加。
- 「And A + Reebok」の企画で、スニーカーを2型発売 （欧米も販売） 。

## 展覧会・個展
- 福井理佐 切り絵展　絢爛「能」(駿府博物館／2019年)
- 宝生流「和の会」ファイナル公演にて10年間の軌跡展示(宝生能楽堂／2018年)
- 福島ビエンナーレにて高村智恵子の生家にて個展(2018年)
- 線で魅せる切り絵 福井利佐作品展(富士川・切り絵の森美術館／2017年)
- Ki Ri Ga II ／RISA FUKUI Exhibition(MICHEKO GALERIE／2016年)
- 福井利佐展 - 進化する切絵の世界 -(金津創作の森アートコア／2014年)
- Life-Sized(POLA MUSEUM ANNEX／2013年)
- "Ki Ri Ga" RISA FUKUI（MICHEKO GALERIE、Munich／2012年）
- 切り絵を魅せる～福井利佐の世界（駿府博物館／2012年）
- 『ポリティコン』切り絵原画展（2011年）
- 紙のかたち展ー切って魅せるー（虎屋ギャラリー／2011年）
- KI RI GA / Risa Fukui exhibition vol.2（2008年）
- Yi Dong（2007年）
- YUMEJUYA EXHIBITION（2007年）
- 第11回 NHKハート展（2006年）
- RISA FUKUI Exhibition Vol.1（2004年）
- Beautiful Japanese Heart Project（2004年）
- IMAJUKU ASAMI -exhibition-（2003年）
- VERSUS Exhibition 2001（2001年）
- JACA日本ビジュアルアート展（1999年）

## 主な受賞歴
- JACA日本ビジュアルアート展特別賞受賞 （1999年）

## 主な出版物
- 福井利佐 能楽作品集「ＮＯＨ」(福井利佐事務所、2019年)
- 福井利佐切り絵作品集「 KIRIGA」（青幻舎、2012年）
- 「たらちね Tarachine 切り絵原画集 ～映像作品「たらちね」の舞台裏～(DVD付)」（ボーンデジタル、2008年）
- 「KI RI GA 　福井利佐切り絵作品集」（情報センター出版局、2007年）